# 데이니아비치
데이니아비치(영어: Dania Beach)는 미국 플로리다주 브로워드군의 도시이다. 2010년 기준으로 인구는 29,639명이다.
1998년 11월 데이니아라는 이름에서 현재의 이름인 데이니아비치로 이름을 변경했다.

## 인구
| 인구조사              | 인구   | Note  | %±     |
| --------------------- | ------ | ----- | ------ |
| 1910년                | 369    |       | —      |
| 1920년                | 762    |       | 106.5% |
| 1930년                | 1,674  |       | 119.7% |
| 1940년                | 2,902  |       | 73.4%  |
| 1950년                | 4,540  |       | 56.4%  |
| 1960년                | 7,065  |       | 55.6%  |
| 1970년                | 9,013  |       | 27.6%  |
| 1980년                | 11,796 |       | 30.9%  |
| 1990년                | 13,024 |       | 10.4%  |
| 2000년                | 20,061 |       | 54.0%  |
| 2010년                | 29,639 |       | 47.7%  |
| 2019 (추산)           | 32,271 | [ 3 ] | 8.9%   |
| U.S. Decennial Census |        |       |        |